# Batalla de Chinchilla
La batalla de Chinchilla fue un combate militar que tuvo lugar en Chinchilla el 10 de agosto de 1873 en el contexto de la rebelión cantonal bajo la Primera República Española y en el que se enfrentaron las fuerzas de Cantón Murciano de Cartagena y Murcia y las tropas gubernamentales al mando del general Arsenio Martínez Campos. El resultado fue un desastre para los cantonales.

## Desarrollo
A principios de agosto de 1873, Antonete Gálvez y el general Juan Contreras y Román encabezan una tercera expedición terrestre en dirección a Chinchilla compuesta por 3000 hombres distribuidos en tres trenes para cortar la comunicación ferroviaria con Madrid del ejército del general Arsenio Martínez Campos, que tiene cercada a Valencia, capital del cantón del mismo nombre. Los primeros combates se producen en la estación de ferrocarril de Chinchilla, donde los cantonales consiguen desalojar a las tropas enviadas por Martínez Campos al enterarse de los planes de aquellos. Pero cuando los cantonales reciben la noticia de que el Cantón Valenciano ha caído emprenden la retirada, lo que es aprovechado por las fuerzas gubernamentales para contraatacar apoyadas por la artillería, lo que provoca el pánico y la desbandada de los cantonales murcianos. Finalmente Gálvez y Contreras lograron reorganizar sus fuerzas, recibiendo el auxilio de la columna de reserva que había quedado en Hellín. Así pudieron regresar a Murcia, a donde llegaron el 10 de agosto por la noche. La batalla de Chinchilla resultó un desastre para los cantonales murcianos porque perdieron cerca de 500 hombres, entre ellos 28 jefes y oficiales, además de 51 vagones, cuatro cañones y 250 fusiles, y sobre todo porque dejó el paso libre a Martínez Campos para ocupar Murcia.